# 큰 게이지 변환
위상 공간 M, 위상군 G 및 M에 대한 G-주다발이 주어지면 해당 주다발의 전역 단면은 게이지 고정이고 한 단면을 다른 단면으로 바꾸는 과정은 게이지 변환이다. 게이지 변환이 항등원과 호모토피가 아닌 경우 이를 큰 게이지 변환(Large gauge transformation)이라고 한다.
이론 물리학에서 M은 종종 다양체이고 G는 리 군이다.

## 같이 보기
- 큰 미분동형사상
- 전역적 변칙성